# Benisz
Benisz (Behnisch, Boenisch) – polski herb szlachecki z nobilitacji.

## Opis herbu
Na tarczy dwudzielnej w słup, na polach I czerwonym i II błękitnym - sześcioramienna gwiazda, w prawej połowie srebrna, w lewej czerwona. W klejnocie taka sama gwiazda.
Siebmacher podaje nieco odmienną wersję (o czym wspomina Ostrowski): w poprzek gwiazdy w pas dodatkowo jest pasek żelazny, w klejnocie także. 
Labry z prawej czerwone, z lewej błękitne podbite srebrem.

## Najwcześniejsze wzmianki
Nadany w 13 listopada 1698 przez Leopolda I braciom Boenischom, patrycjuszom głogowskim, których potomek przybył do Polski w 1820.

## Herbowni
Benisz - Behnisch - Boenisch.